# Мулерт, Фридрих Вильгельмович фон
Фридрих Вильгельмович фон Мулерт (1859—1924) — российский виолончелист, музыкальный педагог, композитор.

## Биография
Родился в Митаве 19 июня (1 июля) 1859 года. Окончил медицинский факультет Юрьевского университета (1884). В 1886 году окончил Петербургскую консерваторию по классу виолончели К. Давыдова.
С 1886 года жил в Киеве, участвовал в работе отделения Русского музыкального общества, преподавал в его музыкальном училище, которое в 1913 году было преобразовано в консерваторию. В числе его учеников были С. Т. Аббакумов и Л. В. Березовский.
Был концертмейстером группы виолончелей симфонического оркестра; также выступал как в квартете, так и сольно — в Киеве, Москве, Петербурге, Берлине, Прибалтике. Написал три виолончельных концерта, ряд пьес, этюдов, упражнений. Изданы были только несколько мелких пьес.
Умер в Киеве в 1924 году.